# Gloria Stuart
Gloria Frances Stewart (Santa Mônica, 4 de julho de 1910 – Los Angeles, 26 de setembro de 2010) foi uma atriz americana de cinema, teatro e televisão.
Famosa principalmente por sua atuação como Rose Dawson Calvert (Rose DeWitt Bukater idosa) no filme Titanic (1997). Em 1998 tornou-se a pessoa mais idosa (ela tinha 87 anos) a receber uma indicação ao prêmio máximo do cinema americano — o Óscar —, na categoria de melhor atriz coadjuvante/secundária.

## Biografia
Depois de atuar em grupos de teatro universitários e outras produções amadoras, assinou um contrato com os estúdios da Universal em 1932. Devido a sua boa atuação, interpretou grande quantidade de papéis e foi uma das atrizes do diretor de cinema James Whale, aparecendo em filmes como The Old Dark House de 1932, e The Invisible Man de 1933, com Claude Rains.
Pouco depois, mudou de companhia e assinou contrato com a 20th Century Fox. No final da década de 1930, havia protagonizado mais de 40 títulos, sem obter fama significativa. Alguns de seus companheiros de trabalho nessa década foram atores como Lionel Barrymore, Kay Francis, Claude Rains, Raymond Massey, Paul Lukas, John Boles, John Beal e Shirley Temple. Na década de 1940 fez ainda alguns filmes, mas mudou o rumo de sua carreira para a pintura. Como pintora, seu trabalho foi exibido em locais ao largo dos Estados Unidos e da Europa.
Depois de 30 anos sem trabalhar como atriz, voltou a interpretar em um filme para televisão, em 1975, The Legend of Lizzie Borden e, continuando como atriz nos anos seguintes. Quarenta anos depois de seu primeiro trabalho como atriz, participou do filme My Favorite Year (1982). Nessa época, superou um câncer de mama.
Sem dúvidas, a atriz faria mais sucesso do que nunca no ano de 1997, ao interpretar a idosa de 101 anos Rose DeWitt Bukater no filme Titanic. Por este papel, foi indicada ao prêmio Óscar, aos 87 anos, sendo a pessoa mais idosa indicada a esse prêmio. A partir deste momento, Stuart trabalhou sempre que sua saúde lhe permitiu. Apareceu nos filmes The Million Dollar Hotel (2000), Wim Wenders e Land of Plenty (2004).
Faleceu na noite de domingo do dia 26 de setembro de 2010, aos 100 anos de idade.

## Filmografia
| Ano  | Título                                      | Papel                    | Notas     | Ref.   |
| ---- | ------------------------------------------- | ------------------------ | --------- | ------ |
| 1932 | Street of Women                             | Doris "Dodo" Baldwin     |           |        |
| 1932 | The All American                            | Ellen Steffens           |           | [ 4 ]  |
| 1932 | The Old Dark House                          | Margaret Waverton        |           | [ 4 ]  |
| 1932 | Air Mail                                    | Ruth Barnes              |           | [ 4 ]  |
| 1933 | Laughter in Hell                            | Lorraine                 |           | [ 4 ]  |
| 1933 | Sweepings                                   | Phoebe                   |           | [ 4 ]  |
| 1933 | Private Jones                               | Mary Gregg               |           | [ 4 ]  |
| 1933 | The Kiss Before the Mirror                  | Lucy Bernsdorf           |           | [ 4 ]  |
| 1933 | The Girl in 419                             | Mary Dolan               |           | [ 4 ]  |
| 1933 | It's Great to Be Alive                      | Dorothy Wilton           |           | [ 4 ]  |
| 1933 | The Secret of the Blue Room                 | Irene von Helldorf       |           | [ 4 ]  |
| 1933 | The Invisible Man                           | Flora Cranley            |           | [ 4 ]  |
| 1933 | Roman Scandals                              | Princesa Sylvia          |           | [ 4 ]  |
| 1934 | Beloved                                     | Lucy Tarrant Hausmann    |           | [ 4 ]  |
| 1934 | I Like It That Way                          | Anne Rogers/Dolly Lavern |           | [ 4 ]  |
| 1934 | I'll Tell the World                         | Jane Hamilton            |           | [ 4 ]  |
| 1934 | The Love Captive                            | Alice Trask              |           | [ 4 ]  |
| 1934 | Here Comes the Navy                         | Dorothy                  |           | [ 4 ]  |
| 1934 | Gift of Gab                                 | Barbara Kelton           |           | [ 4 ]  |
| 1935 | Maybe It's Love                             | Bobby Halevy             |           | [ 4 ]  |
| 1935 | Gold Diggers of 1935                        | Ann Prentiss             |           | [ 4 ]  |
| 1935 | Laddie                                      | Pamela Pryor             |           | [ 4 ]  |
| 1935 | Professional Soldier                        | Countess Sonia           |           | [ 4 ]  |
| 1936 | The Prisoner of Shark Island                | Mrs. Peggy Mudd          |           | [ 4 ]  |
| 1936 | The Crime of Dr. Forbes                     | Ellen Godfrey            |           | [ 4 ]  |
| 1936 | Poor Little Rich Girl                       | Margaret Allen           |           | [ 4 ]  |
| 1936 | 36 Hours to Kill                            | Anne Marvis              |           | [ 4 ]  |
| 1936 | The Girl on the Front Page                  | Joan Langford            |           | [ 4 ]  |
| 1936 | Wanted! Jane Turner                         | Doris Martin             |           | [ 4 ]  |
| 1937 | Girl Overboard                              | Mary Chesbrooke          |           | [ 4 ]  |
| 1937 | The Lady Escapes                            | Linda Ryan               |           | [ 4 ]  |
| 1937 | Life Begins in College                      | Janet O'Hara             |           | [ 4 ]  |
| 1938 | Change of Heart                             | Carol Murdock            |           | [ 4 ]  |
| 1938 | Rebecca of Sunnybrook Farm                  | Gwen Warren              |           | [ 4 ]  |
| 1938 | Island in the Sky                           | Julie Hayes              |           | [ 4 ]  |
| 1938 | Keep Smiling                                | Carol Walters            |           | [ 4 ]  |
| 1938 | Time Out for Murder                         | Margie Ross              |           | [ 4 ]  |
| 1938 | The Lady Objects                            | Ann Adams Hayward        |           | [ 4 ]  |
| 1939 | The Three Musketeers                        | Rainha Anne              |           | [ 4 ]  |
| 1939 | Winner Take All                             | Julie Harrison           |           | [ 4 ]  |
| 1939 | It Could Happen to You                      | Doris Winslow            |           | [ 4 ]  |
| 1943 | Here Comes Elmer                            | Glenda Forbes            |           | [ 4 ]  |
| 1944 | The Whistler                                | Alice Walker             |           | [ 4 ]  |
| 1944 | Enemy of Women                              | Bertha                   |           | [ 4 ]  |
| 1946 | She Wrote the Book                          | Phyllis Fowler           |           | [ 4 ]  |
| 1975 | The Legend of Lizzie Borden                 | Cliente da Loja          | Telefilme | [ 5 ]  |
| 1975 | Adventures of the Queen                     | Passageira               | Telefilme | [ 5 ]  |
| 1976 | Flood!                                      | Sra. Parker              | Telefilme | [ 6 ]  |
| 1977 | In the Glitter Palace                       | Sra. Bowman              | Telefilme | [ 7 ]  |
| 1979 | The Incredible Journey of Doctor Meg Laurel | Rose Hooper              | Telefilme | [ 7 ]  |
| 1979 | The Best Place to Be                        |                          | Telefilme | [ 7 ]  |
| 1979 | The Two Worlds of Jennie Logan              | Roberta                  | Telefilme | [ 7 ]  |
| 1980 | Fun and Games                               | Terri                    | Telefilme | [ 7 ]  |
| 1981 | The Violation of Sarah McDavid              | Sra. Fowler              | Telefilme | [ 7 ]  |
| 1981 | Merlene of the Movies                       | Evangeline Eaton         | Telefilme | [ 7 ]  |
| 1982 | My Favorite Year                            | Sra. Horn                |           | [ 4 ]  |
| 1984 | Mass Appeal                                 | Sra. Curry               |           | [ 8 ]  |
| 1985 | There Were Times, Dear                      |                          | Telefilme | [ 7 ]  |
| 1986 | Wildcats                                    | Sra. Connoly             |           | [ 4 ]  |
| 1988 | Shootdown                                   | Gertrude                 | Telefilme | [ 7 ]  |
| 1989 | She Knows Too Much                          | Kiki Watwood             | Telefilme | [ 7 ]  |
| 1997 | Titanic                                     | Rose Dawson Calvert      |           | [ 4 ]  |
| 1999 | The Love Letter                             | Eleanor                  |           | [ 9 ]  |
| 1999 | The Titanic Chronicles                      | Helen Bishop             | voz       | [ 10 ] |
| 2000 | The Million Dollar Hotel                    | Jessica                  |           | [ 11 ] |
| 2000 | My Mother, the Spy                          | Avó                      | Telefilme | [ 7 ]  |
| 2001 | Murder, She Wrote: The Last Free Man        | Eliza Hoops              | Telefilme | [ 12 ] |
| 2004 | Land of Plenty                              | Velha Senhora            |           | [ 13 ] |